# 鳥人計劃
《鳥人計畫》是日本作家東野圭吾的長篇推理小說。以跳台滑雪為主題的故事。東野圭吾本身對滑雪有相當程度興趣與了解，往後作品《杜鵑鳥的蛋是誰的》、《挑戰？》和《劫持白銀》都與滑雪有相關。單行本於1989年5月由新潮社發行，1994年7月新潮社發行文庫版、2003年8月發行角川文庫版。

## 出版書籍
| 出版社       | 出版日期      | 格式   | 頁數  | ISBN                   | 譯者                          |
| ------------ | ------------- | ------ | ----- | ---------------------- | ----------------------------- |
| 新潮社       | 1989年5月     | 單行本 | 312頁 | ISBN 978-4-10-602710-9 | 不適用                        |
| 新潮社       | 1994年7月     | 文庫本 | 388頁 | ISBN 978-4-10-139521-0 | 不適用                        |
| 角川書店     | 2003年8月1日  | 文庫本 | 388頁 | ISBN 978-4-04-371801-6 | 不適用                        |
| 南海出版公司 | 2011年6月1日  | 平裝書 | 256頁 | ISBN 978-754-425321-5  | 星野空                        |
| 皇冠文化     | 2012年1月30日 | 平裝書 | 320頁 | ISBN 978-957-332-870-4 | 高詹燦 （页面存档备份，存于） |

## 書籍評價
- 1990年 第11回「吉川英治文學新人獎」候補
- 1989年 「這本推理小說真厲害！」第15名

## 故事簡介
外號「日本尼凱寧」的天才跳台滑雪運動員榆井明被毒殺。在一蹶不振的日本跳台滑雪界裡，榆井是唯一一個擁有奪取世界第一寶座的實力的運動員。那樣的他為何會被殺？
案件調查充滿困難，這時一封告密函打破了僵局。根據這封告密函，警察逮捕了最無可能犯案的意外人物，周遭的人均難掩震驚，因為嫌犯竟是本應對榆井的死最感到悲痛的榆井的專屬教練峰岸。而此時，原本默默無聞的隊員杉江忽然脫胎換骨，成績陡升，而其空中飛行的姿勢竟酷似生前的榆井。急著在沒有榆井的世界中出頭的其他跳台滑雪運動員懷疑他有不為人知的訓練計劃。

## 登場人物
峰岸 貞男（Minegishi Sadao）
跳台滑雪比賽的教練。
榆井 明（Nirei Akira）
外號「日本尼凱寧」的天才跳台滑雪運動員。
杉江 夕子（Sugie Yuuko）
榆井明的戀人，在幌南運動中心工作。
三好 靖之（Miyoshi Yasuyuki）
全日本隊伍的總監督。
杉江 泰介（Sugie Taisuke）
日星汽車滑雪部監督，杉江夕子的父親。
杉江 翔（Sugie Shou）
跳台滑雪運動員，隸屬日星汽車滑雪部。杉江泰介的兒子。
深町 和雄（Fukamachi Kazuo）
前跳台滑雪運動員，在日星汽車工作。
島野 悟郎（Shimano Gorou）
已故，前跳台滑雪運動員、曾是日星汽車的從業員。

## 外部連結
- （日語）http://www.shinchosha.co.jp/book/139521/ （页面存档备份，存于）
- （简体中文）豆瓣讀書：鳥人計劃 （页面存档备份，存于）
- （繁體中文）皇冠讀樂網：鳥人計畫 （页面存档备份，存于）